# Маребе
Марѐбе (на италиански: Marebbe; на ладински: Maréo, Марео, на немски: Enneberg, Енеберг) е малко градче и община в Северна Италия, автономна провинция Южен Тирол, автономен регион Трентино-Южен Тирол. Разположено е на 1186 m надморска височина. Населението на общината е 2974 души (към 2014 г.).

## Език
Официални общински езици са и италианският и немският. Най-голямата част от населението обаче говори на други романски език, ладинският.
| %     | Роден език      |
| 5,02  | Италиански език |
| 2,89  | Немски език     |
| 92,09 | Ладински език   |